# A winter fairy is melting a snowman
A winter fairy is melting a snowman (A winter fairy is melting a snowman?) è il sedicesimo singolo della cantante j-pop giapponese Kimura Kaela. È stato pubblicato l'8 dicembre 2010 dall'etichetta major Nippon Columbia.

## Tracce
Tutti i brani sono testo di Kaela Kimura & Shinobu Watanabe e musica di Shinobu Watanabe.

Dopo il titolo è indicata fra parentesi "()" la grafia originale del titolo.
1. A winter fairy is melting a snowman (A winter fairy is melting a snowman?) - 5:35
2. orange (orange?) - 4:59
3. A winter fairy is melting a snowman (instrumental) (A winter fairy is melting a snowman (instrumental)?) - 5:35
4. orange (instrumental) (orange (instrumental)?) - 4:57